# Кочеты (деревня)
Кочеты — деревня в Залегощенском районе Орловской области России. Входит в состав Грачёвского сельского поселения.

## География
Деревня находится в центральной части Орловской области, в лесостепной зоне, в пределах центральной части Среднерусской возвышенности, на расстоянии примерно 14 километров (по прямой) к северо-западу от посёлка городского типа Залегощь, административного центра района. Абсолютная высота — 231 метр над уровнем моря.
Часовой пояс
Деревня Кочеты, как и вся Орловская область, находится в часовой зоне МСК (московское время). Смещение применяемого времени относительно UTC составляет +3:00.

## Население
| 1857 | 1859 | 1915 | 2010 |
| ---- | ---- | ---- | ---- |
| 389  | ↗463 | ↘412 | ↘36  |

Половой состав
По данным Всероссийской переписи населения 2010 года в гендерной структуре населения мужчины составляли 41,7 %, женщины — соответственно 58,3 %.
Национальный состав
Согласно результатам переписи 2002 года, в национальной структуре населения русские составляли 94 % из 65 чел.

## Улицы
Уличная сеть деревни состоит из одной улицы (ул. Сухотиных).